# Drapeau Villa de Bilbao
Le Drapeau Ville de Bilbao (Bandera Villa de Bilbao, en castillan) est une compétition annuelle d'aviron, concrètement de traînières, qui a lieu à Bilbao, en Biscaye (communauté autonome basque), depuis 1978.

## Palmarès
| Édition | Année | Champion       | Deuxième       | Troisième      |
| ------- | ----- | -------------- | -------------- | -------------- |
| Ire     | 1978  | San Juan       | Kaiku          | Santurtzi      |
| IIe     | 1979  | Orio           | Santurtzi      | Kaiku          |
| IIIe    | 1980  | Kaiku          | Santurtzi      | Zumaia         |
| IVe     | 1981  | Zumaia         | Kaiku          | Castro         |
| Ve      | 1982  | Kaiku          | Santurtzi      | Zumaia         |
| VIe     | 1983  | Orio           | Kaiku          | Zumaia         |
| VIIe    | 1984  | Zumaia         | Orio           | Algorta        |
| VIIIe   | 1985  | Zumaia         | Santurtzi]     | Orio           |
| IXe     | 1986  | Zumaia         | San Juan       | Kaiku          |
| Xe      | 1987  | Zumaia         | San Pedro      | Orio           |
| XIe     | 1988  | San Juan       | Zumaia         | Santurtzi      |
| XIIe    | 1989  | San Juan       | Zumaia         | Santurtzi      |
| XIIIe   | 1990  | San Juan       | Zumaia         | Santander      |
| XIVe    | 1991  | Orio           | San Juan       | Kaiku          |
| XVe     | 1992  | Orio           | Arraun Lagunak | Koxtape        |
| XVIe    | 1993  | Orio           | Donibaneko     | Kaiku          |
| XVIIe   | 1994  | Orio           | Santurtzi      | Arraun Lagunak |
| XVIIIe  | 1995  | Orio           | Santurtzi      | Donibaneko     |
| XIXe    | 1996  | Donibaneko     | Kaiku          | Perillo        |
| XXe     | 1997  | San Pedro      | --             | --             |
| XXIe    | 1998  | San Pedro      | --             | --             |
| XXIIe   | 1999  | --             | --             | --             |
| XXIIIe  | 2000  | Santander      | Isuntza        | Arkote         |
| XXIVe   | 2001  | Ondarroa       | Santurtzi      | Santander      |
| XXVe    | 2002  | Urdaibai       | Santurtzi      | Isuntza        |
| XXVIe   | 2003  | Santiagotarrak | Luchana        | Santander      |
| XXVIIe  | 2004  | Arkote         | Getaria        | Santander      |
| XXVIIIe | 2005  | Santurtzi      | Pontejos       | Portugalete    |
| XXIXe   | 2006  | Kaiku          | Luchana        | Ur-Kirolak     |
| XXXe    | 2007  | Busturialdea   | Castro         | Portugalete    |
| XXXIe   | 2008  | Astillero      | Orio B         | Colindres      |
| XXXIIe  | 2009  | Deusto         | Trinxerpe      | Zumaia B       |

### Source
- (es) Cet article est partiellement ou en totalité issu de l’article de Wikipédia en espagnol intitulé « Bandera Villa de Bilbao » (voir la liste des auteurs).